# Graham Chapman

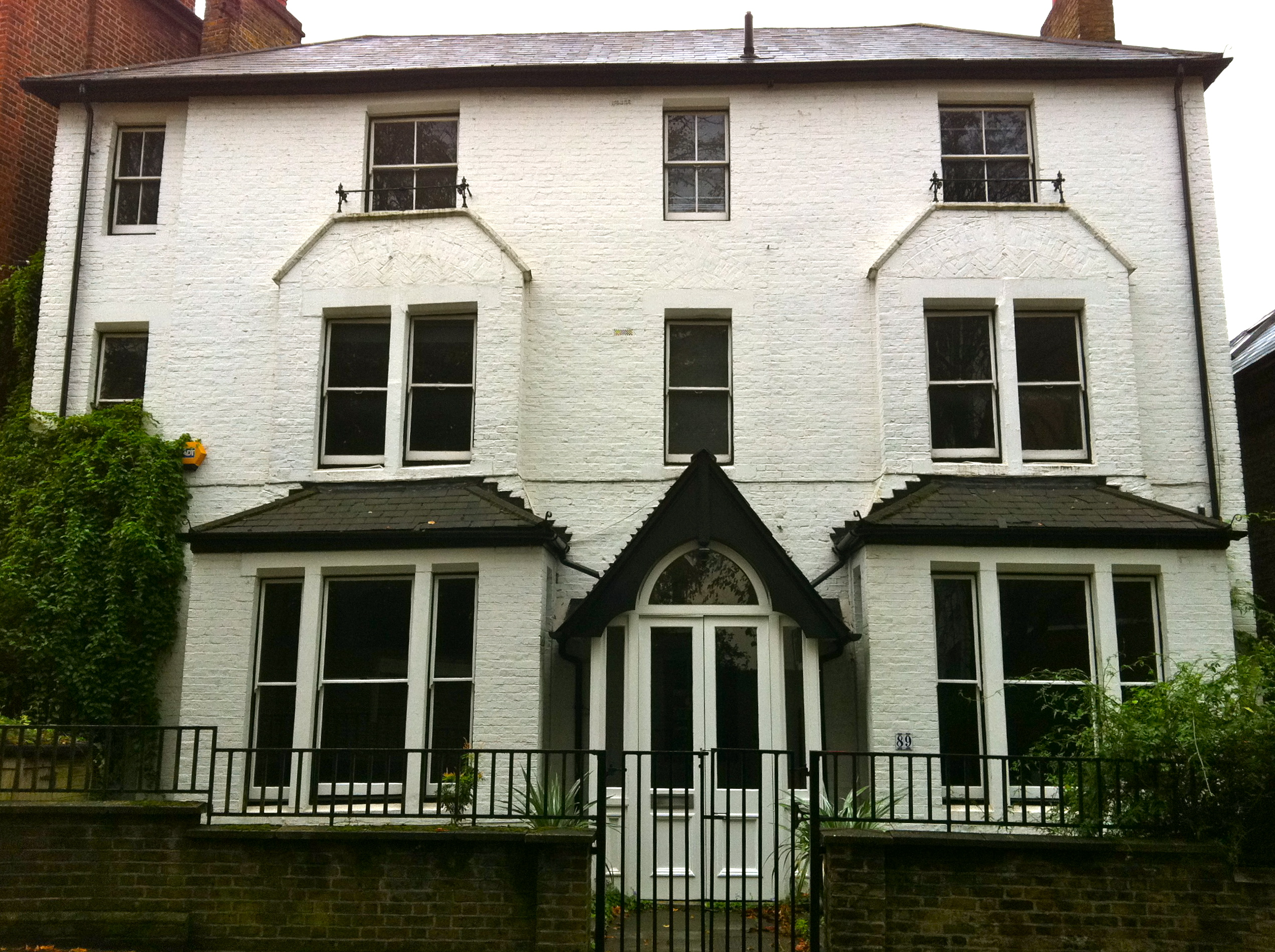
Dům Grahama Chapmana v Highgate

Graham Arthur Chapman (8. ledna 1941 Leicester – 4. října 1989 Maidstone) byl britský herec, komik a spisovatel, jeden ze šesti členů komediální skupiny Monty Python. Ztvárnil mnoho rolí v televizních pořadech i filmech této skupiny, mimo jiné postavu krále Artuše ve filmu Monty Python a Svatý Grál a Briana ve filmu Monty Python: Život Briana.
Studoval medicínu na Univerzitě v Cambridgi, kde nastoupil do tamní univerzitní komediální skupiny Cambridge Footlights. Postupem času se stal silným alkoholikem. Během nejhoršího období svého alkoholismu vypil až přes dva litry ginu denně. Z alkoholismu se vyléčil před natáčením filmu Monty Python: Život Briana a od té doby se stal zatvrzelým abstinentem. Byl homosexuál a přes 20 let žil se svým přítelem Davidem Sherlockem a společně adoptovali chlapce jménem John Tomiczek. Graham Chapman zemřel na rakovinu hrtanu s metastatickým postižením míchy.